# SOCS7
SOCS7‏ (Suppressor of cytokine signaling 7) هوَ بروتين يُشَفر بواسطة جين SOCS7 في الإنسان.